# Азербайджанский национальный центр (Азербайджан)

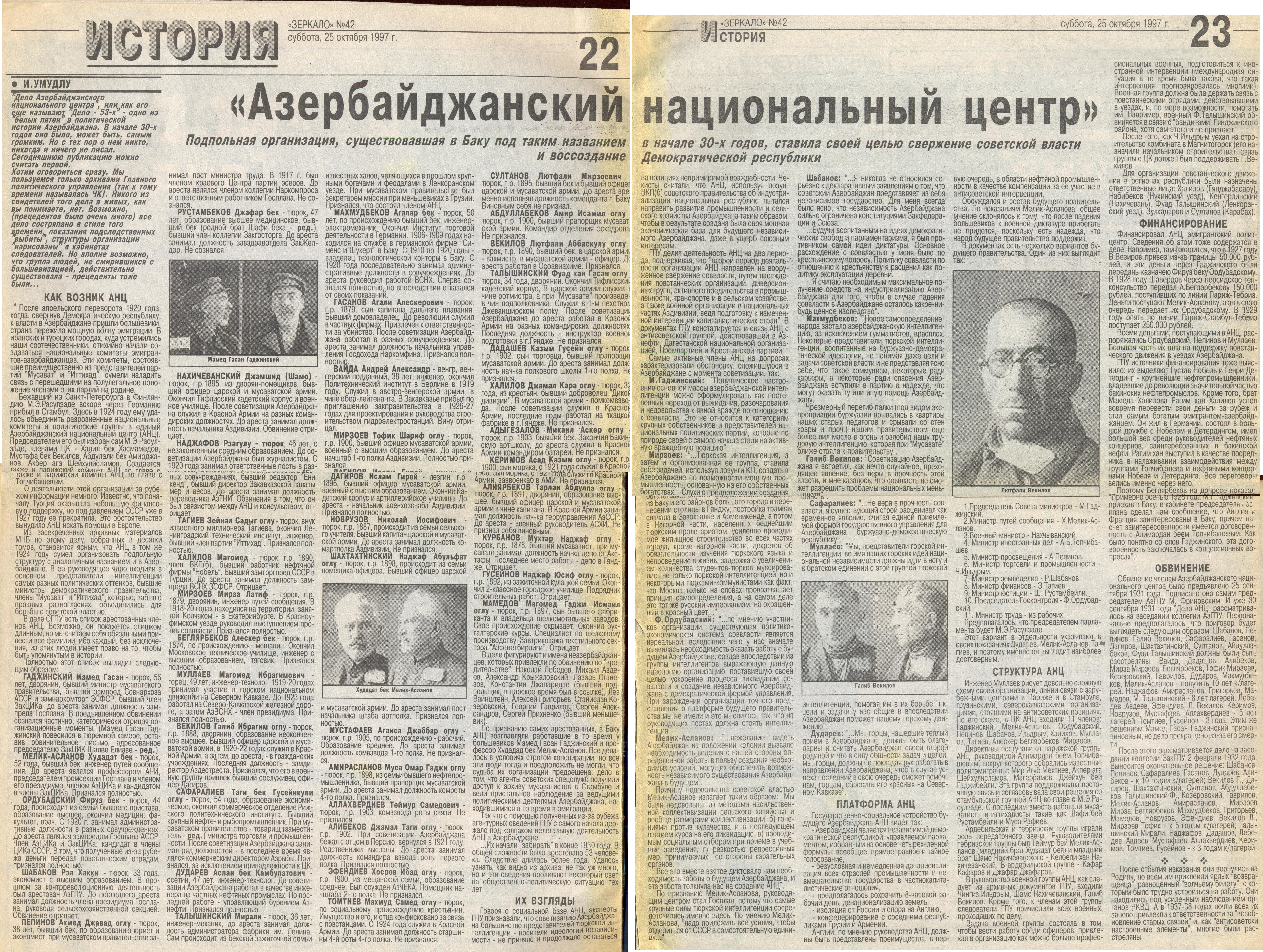
И. Умудлу «Азербайджанский национальный центр». Газета «Зеркало» (Баку) № 42, 25 октября 1997.

Азербайджанский национальный центр (азерб. Azərbaycan Milli Mərkəzi) — тайная организация, действовавшая с 1924 по 1931 годы в Азербайджанской ССР.

## История
Согласно следственной работе, проведённой Государственным Политическим Управлением Азербайджанской ССР под названием «Дело Азербайджанского национального центра», данный центр был создан в Баку в 1924 году с целью свержения советской власти и создания независимой Азербайджанской Республики. Центр возглавляли представители интеллигенции, в том числе бывшие министры и члены правительства Азербайджанской Демократической Республики, представители партий «Мусават» и «Иттихад».
Для совместной борьбы против советской власти в начале 1928 года был создан «Объединенный Закавказский комитет», объединивший под своим началом партии «Мусават» и «Иттихад». Также были установлены связи с антисоветской организацией в Дагестане, и с крестьянской партией. В своей деятельности Центр руководствовался политическими уставами «Объединенного комитета Кавказских политических эмигрантов», возглавляемого Алимардан беком Топчубашевым в Париже, и Стамбульского бюро «Мусават», возглавляемого Мамедом Эмином Расулзаде.
Под руководством центра действовали комитеты по промышленности, сельскому хозяйству, транспорту, военная группа. Финансовую помощь центру оказывали политэмигранты в Стамбуле и Париже.
Связь Национального центра с зарубежными центрами эмиграции была установлена в 1926 году после возвращения из Стамбула бывшего эмигранта Ягуба Везирова. Наряду с зарубежными центрами эмиграции поддерживалась связь с их отделениями в Ардебиле и Тебризе. Согласно материалам следствия, эти отделения выполняли функцию передаточного пункта при доставке заданий из Парижа и Стамбула. В ардебильскую группу входили политэмигранты Гафар Гафаров и Джафар Джафаров, в Тебризскую — Теймур бек Мелик-Асланов, а также Кяльбалы Хан Нахчыванский.
30 сентября 1931 года на судебном заседании коллегии Государственного Политического Управления Азербайджанской ССР, а 2 февраля 1932 года в Тифлисе на суде при Коллегии Закавказского ГПУ было рассмотрено «Дело Национального центра Азербайджана», деятельность которого была прекращена, а его члены приговорены к различным срокам заключения.

## Цели и задачи
Одной из основных задач, стоявших перед Центром было создание экономической базы для будущей независимой Азербайджанской Республики. На первом этапе планировалось размещение национального капитала во всех отраслях промышленности и сельского хозяйства; создание независимой национальной энергетической базы; завершение строительства железной дороги Баку-Джульфа; строительство автомобильных дорог Нуха-Загатала, Шуша-Карягин, Шуша-Губадлы.
Помимо этого, члены организации стремились добиться национального возрождения среди азербайджанской молодёжи и интеллигенции.

## Члены
Организация насчитывала 53 членов.
В состав руководства Национального центра входили Мамед Гасан Гаджинский, Худадат-бек Мелик-Асланов, Джамшид Джафаркули оглы Нахичеванский, Келбали Хан Джафаркули Хан оглы Нахичеванский, Алимардан-бек Топчибашев, Фируз-бек Ордубадский, Ахмед-бек Омар оглы Пепинов, Рза Шабанов, Чингиз Ильдрым, Шафи-бек Рустамбеков, Мамед Эмин Расулзаде, Мухаммед Халилов, Магомед Муллаев, Таги-бек Гусейнкули оглы Сафаралиев, Зейнал Садыг оглы Тагиев, Алескер-бек Беглярбеков, Мир Фуад-Хан Гасан оглы Талышинский и Мирза Лятиф Мирзоев .